# Ceradenia capillaris
Ceradenia capillaris là một loài dương xỉ trong họ Polypodiaceae. Loài này được Desv. L.E. Bishop mô tả khoa học đầu tiên năm 1988.